# 本庄恵梨果
本庄 恵梨果（ほんじょう えりか 1983年11月15日- ）は、日本の元ストリッパー。
身長158cm、スリーサイズは80cm/58cm/85cm。血液型はA型。
2003年10月1日に大阪東洋ショー劇場でデビュー、2006年10月1日で3周年を迎えた。
2007年10月10日東洋ショー劇場にて引退した。

## 概要
アメリカやインドや沖縄など、文化をテーマにしたステージが多く、明るくて元気いっぱい、という印象を観ている側に与える。ベッドでは、とびっきりの明るくて可愛い素敵な笑顔からガラリと変わり、セクシーで妖艶な表情に変化する。
新作では、アイドル系の可愛いダンスから、フレンチ系の躍動的なダンスへと進行し、ベッドではセクシーで妖艶な表情と舞を見せる。
趣味：バイク、スノボー、映画鑑賞、インターネットゲーム（チェス）。
好きなもの：レゲエ、納豆、映画、コーヒー、散歩、アジアンなもの
嫌いなもの：セロリ、ジャスミン茶、お化け
差し入れ希望　日本の水、コーヒー（砂糖、ミルク入り）、たばこ（マルボロメンソールボックス）